# Litoria watjulumensis
Litoria watjulumensis är en groddjursart som först beskrevs av Stephen J. Copland 1957.  Litoria watjulumensis ingår i släktet Litoria och familjen lövgrodor. IUCN kategoriserar arten globalt som livskraftig. Inga underarter finns listade i Catalogue of Life.